# Anti-balaka
Anti-Balaka é o termo utilizado para se referir às milícias formadas na República Centro-Africana após a ascensão ao poder de Michel Djotodia. Anti-Balaka significa "anti-machete" ou "anti-espada", nas línguas locais sango e mandja. 
Michel Djotodia era o líder da coalizão rebelde de maioria muçulmana conhecida como Séléka que derrubou François Bozizé durante o conflito na República Centro-Africana em março de 2013. Djotodia se tornou o primeiro líder muçulmano do país. Em setembro de 2013, Michel Djotodia anunciou que o Séléka tinha sido dissolvido, mas a maior parte das milícias se recusaram a desmantelar. O aumento da violência ocorreu em grande parte a partir de ataques de represália contra civis do ex-Seleka e do anti-Balaka. Como muitos cristãos tinham estilos de vida sedentários e muitos muçulmanos eram nômades, reivindicações sobre os territórios foram ainda uma outra dimensão das tensões. Em novembro de 2013, a ONU alertou que o país estava em risco de espiral de genocídio, estando "descendo em completo caos" e a França descreveu o país como "... à beira do genocídio". Em 2 de dezembro de 2013, os milicianos anti-Balaka são suspeitos de ter matado 12 pessoas, incluindo crianças, e ferido outras 30 em um ataque contra muçulmanas em Boali, de acordo com o governo. 
O grupos são frequentemente descritos como uma "milícias cristãs", mas essa descrição é inadequada. Os anti-balaka não consistem apenas de cristãos, mas incluem uma variedade de membros, tais como animistas, membros de religiões tradicionais e, em alguns casos, indivíduos sem afiliação religiosa definida.
Os cristãos no país não se identificam com os grupos anti-balaka, assim como os muçulmanos não se identificam com o Seleka. Em algumas circunstâncias, cristãos também foram alvo do grupo. Líderes religiosos, incluindo o Bispo Juan José Aguirre, destacaram que a violência cometida por essas milícias não representa o Cristianismo e que cristãos têm abrigado muçulmanos nas igrejas e paróquias, negando assim a acusação de que o anti-balaka age em nome do Cristianismo. Muitos recrutas dos anti-balaka não aderiram ao grupo por motivações religiosas, mas sim por vingança e necessidade de autodefesa de suas comunidades.
O conflito na República Centro-Africana tem raízes históricas, políticas e étnicas profundas, e as milícias anti-balaka, assim como as milícias Seleka, são responsáveis por uma série de atrocidades. A denominação "anti-balaka" sugere uma resistência armada que se originou de maneira mais ampla do que apenas entre cristãos. Embora o componente religioso esteja presente, o conflito é muito complexo para ser reduzido a uma "guerra religiosa".
Em 2014, a Anistia Internacional relatou vários massacres cometidos pelos Anti-Balaka contra civis muçulmanos, forçando milhares de muçulmanos a fugir do país.